# Autostrada A10 (Rumunia)
Autostrada A10 w Rumunii – autostrada w Rumunii długości 70 kilometrów. Stanowi ona łącznik między Autostradą A1 a Autostradą A3.
W lipcu 2018 otworzono 28,75 km, w grudniu 2020 15,50 km, a w listopadzie 2022 pozostałe 25,75 km.